# On This Night
Albums de Archie Shepp
New Thing at Newport
(1965) Mama Too Tight
(1966)
On This Night est un album d'Archie Shepp enregistré en 1965 sur le label Impulse!.

## Titres
1. On This Night (If That Great Day Would Come) - 10:00
2. Mac Man - 7:27
3. Mac Man [Alternate Take] - 9:27
4. Original Mr. Sonny Boy Williamson - 5:58
5. In a Sentimental Mood - 3:18
6. Chased [Take 2] - 11:45
7. Chased [Take 3] - 6:13
8. Chased [Take 3] - 5:14
9. Pickaninny (Picked Clean-No More-Or Can You Back Back Doodleboug) - 7:22
10. Malcolm, Malcolm, Semper Malcolm - 4:50

## Composition du groupe
- Archie Shepp: saxophone ténor

Soprano : Christine Spencer
- Bobby Hutcherson: vibraphone
- Henry Grimes: contrebasse
- David Izenzon: contrebasse
- Joe Chambers: batterie
- J.C.Moses: batterie
- Rashied Ali: batterie
- Ed Blackwell: batterie

## Sources
- (en) On This Night sur allmusic.com